# Æthelstan Demi-Roi
Pour les articles homonymes, voir Æthelstan (homonymie).
Æthelstan, surnommé « Demi-Roi » (Half-King en anglais) est un ealdorman anglo-saxon de la première moitié du Xe siècle, actif sous les règnes d'Æthelstan, Edmond et Eadred.

## Biographie

### Famille
Æthelstan est le fils d'Æthelfrith, ealdorman du sud-est de la Mercie sous le règne d'Æthelred et de son épouse Æthelflæd, la « Dame des Merciens ». Sa mère Æthelgyth est issue d'une famille possédant des terres dans le Buckinghamshire. Un des frères d'Æthelstan, nommé Æthelwold, est ealdorman de l'est du Wessex (Kent et Sussex) et un autre, Eadric, contrôle la partie centrale du Wessex (Hampshire et Wiltshire).
Son épouse Ælfwynn est une riche et noble dame, originaire des Midlands, dont le patrimoine forme ensuite le noyau des domaines de l'abbaye de Ramsey. Elle est la mère adoptive du futur roi Edgar, qui est élevé dans la maison d'Æthelstan avec son jeune fils Æthelwine.

### Ealdorman
En 932, Æthelstan est nommé ealdorman par son homonyme, le roi Æthelstan, sur un territoire qui recouvre les régions reprises aux Vikings danois : non seulement l'Est-Anglie proprement dite (Norfolk et Suffolk), mais aussi les Midlands de l'Est et l'Essex, c'est-à-dire tout l'est de l'ancien Danelaw, de la Tamise au Welland avec comme frontière au sud-est Watling Street et au nord-est les territoires des Cinq Bourgs. L'étendue de son pouvoir est à l'origine de son surnom de « Demi-Roi ».
Ami de l'abbé de Glastonbury Dunstan, Æthelstan soutient ses réformes monastiques.

### Abdication et succession
En 956, Æthelstan se retire de la vie publique et devient moine à Glastonbury. Son titre passe d'abord à son fils aîné Æthelwold, puis à la mort de celui-ci en 962 à son cadet Æthelwine, mort en 992. La famille d'Æthelstan Demi-Roi est la première des lignées de grands ealdormen puis comtes anglo-saxons qui dominent la scène politique au Xe et au XIe siècle et dont les offices sont de facto héréditaires.